# Matt Bish
Matt Bish (15 de mayo de 1975), también conocido como Matthew Bishanga, es un cineasta ugandés, reconocido por haber dirigido la primera película en la industria de Ugawood, Battle of the Souls (2007).

## Biografía

### Primeros años y estudios
El mayor entre cuatro hermanos, Bish realizó sus estudios básicos en su Uganda natal. Allí empezó a mostrar interés por el cine, asistiendo a las salas de exhibición y viendo películas en su casa, alentado por su padre, a quien cita como su mayor influencia a la hora de convertirse en cineasta. Tras finalizar sus estudios primarios, ingresó en la Universidad de Makerere en Kampala, donde cursó una carrera en arquitectura antes de mudarse a los Países Bajos en 1998. Allí inició estudios en realización cinematográfica en el SAE Institute de Ámsterdam.

### Carrera
En 2005 regresó a su país natal decidido a fundar su propia empresa de producción fílmica, la cual tituló Bish Films Ltd y creó con su hermano menor Roger Mugisha. Inicialmente se especializaron en la grabación y producción de vídeos musicales, pero paulatinamente empezaron a inclinarse hacia la realización de filmes. En 2006 empezó a trabajar en su ópera prima, que se convirtió en Battle of the Souls, considerada como la primera película original de la industria cinematográfica de Uganda. El filme obtuvo once nominaciones en los Premios de la Academia del Cine Africano y recibió galardones en otros eventos de cine en el continente.
En 2011 estrenó su segundo largometraje como director y productor, State Research Bureau, seguido de The Sircle (2014), primera entrega de una serie de producciones para el canal M-Net África Magic conformada además por Playboy y No Lie.
Bish Films produce además documentales y comerciales de televisión. Las películas de Bish han figurado en importantes eventos de cine africano como el Festival Internacional de Cine de Kenia, el Festival Internacional de Cine de Zanzíbar, el Festival de Cine Pearl y el Festival Panafricano de Cine, entre otros.

## Filmografía
| Año  | Título                | Papel                          | Notas       |
| ---- | --------------------- | ------------------------------ | ----------- |
| 2007 | Battle of the Souls   | Escritor, director y productor | 105 minutos |
| 2011 | State Research Bureau | Director y productor           | 95 minutos  |
| 2014 | The Sircle            | Director                       | 60 minutos  |
| 2014 | Playboy               | Director                       | 60 minutos  |
| 2014 | No Lie                | Director                       | 60 minutos  |

Cortometrajes
| Año  | Título               | Papel                          | Notas      |
| ---- | -------------------- | ------------------------------ | ---------- |
| 2010 | A Good Catholic Girl | Escritor, director y productor | 26 minutos |
| 2012 | Cut That Thing       | Director y productor           | 14 minutos |

Documentales
| Año  | Título                                 | Papel                | Notas      |
| ---- | -------------------------------------- | -------------------- | ---------- |
| 2005 | Vote National Resistance Movement      | Director y productor | 5 minutos  |
| 2005 | The Journey of KMCC                    | Director y productor | 26 minutos |
| 2006 | Celtel Uganda                          | Director y productor | 9 minutos  |
| 2011 | No Water No School                     | Director y productor | 3 minutos  |
| 2011 | Picking Up The Pieces                  | Director y productor | 4 minutos  |
| 2011 | Restoring Dignity                      | Director y productor | 3 minutos  |
| 2011 | Returning Home                         | Director y productor | 5 minutos  |
| 2011 | The Struggle To Live A Dignifying Life | Director y productor | 14 minutos |